# Instituto de Estudos Políticos - Universidade Católica Portuguesa
O Instituto de Estudos Políticos (em inglês:  Institute for Political Studies, IEP) da Universidade Católica Portuguesa, UCP) é um instituto de investigação português na área da ciência política e da filosofia política. Foi fundado no dia 1 de Setembro de 1997 no campus de Lisboa da Universidade Católica Portuguesa. O IEP foi a única organização portuguesa a ser nomeada para a lista dos melhores think tanks do mundo, de acordo com The Global "Go-To Think Tanks": The Leading Public Policy Research Organizations in the World, 2008, um relatório publicado pelo Think Tanks and Civil Societies Program da Universidade da Pensilvânia.
- O exemplo da Escola de Sagres

Domina a orientação internacional do IEP-UCP. Esta orientação materializa-se no intenso programa de professores estrangeiros visitantes e no envio de estudantes portugueses visitantes para algumas das melhores universidades e institutos internacionais (Boston College, Chicago, Colorado College, Georgetown, Johns Hopkins, Michigan State, American Enterprise Institute for Public Policy Research, Manhattan Institute, Toronto, King's College, London, Lincoln e St. Antony's Colleges, Oxford.). 
- Orientação internacional do IEP-UCP

Internacionalização do corpo discente, com particular incidência nos países de língua portuguesa, onde o IEP-UCP já se posiciona como uma das melhores (alguns diriam a melhor) escolas de Estudos Políticos do mundo lusófono; 
Participação de estudantes estrangeiros de outras línguas, com particular ênfase nos EUA e União Europeia, materializada na participação de estudantes das prestigiadas Universidade de Harvard, Boston College e Wyzsza Szkola Biznesu, Nowy Sacz, Polónia, nos nossos Cursos de Verão/Estoril Political Forum; 
Conselho Científico Alargado Internacional, compreendendo os professores estrangeiros já envolvidos no IEP-UCP, os quais provém das melhores universidades inglesas, norte-americanas e brasileiras; 
Criação de um programa de bolsas de estudo visando apoiar os estudantes dos países de língua portuguesa que delas necessitem e a elas se possam habilitar com base no mérito.